# 1. SS-Panzer-Division Leibstandarte-SS Adolf Hitler
De 1. SS-Panzer-Division Leibstandarte SS Adolf Hitler, voluit 1. SS Panzerdivision Leibstandarte SS Adolf Hitler  (afgekort LSSAH of LAH), was een divisie van de Waffen-SS. De eenheid werd op 17 maart 1933 opgericht en met de overgave van Duitsland op 8 mei 1945 opgeheven. De divisie werd berucht door het Bloedbad van Malmedy. De Leibstandarte streed in Polen en nam deel aan Fall Gelb (als onderdeel van de invasie in Frankrijk). Verder vocht het mee aan het Oostfront (waaronder de vernietigende Slag om Koersk). De divisie werd daarna teruggeroepen om deel te nemen aan de gevechten op D-Day (Operatie Overlord) in Normandië. De SS-divisie vocht in de Slag om de Ardennen in december 1944 en voerde de laatste hopeloze gevechten in Hongarije en Oostenrijk.

## Voorgeschiedenis
Gedurende zijn gehele politieke carrière voelde de Duitse leider Adolf Hitler de behoefte over een lijfwacht te beschikken. Hij was van mening dat hij over een 'pretoriaanse garde' diende te beschikken die hem tot aan zijn dood loyaal moest zijn. Vanaf maart 1923 bestond zijn bodyguard (de Stabswache), uit twee man: Julius Schreck en Joseph Berchtold. Twee maanden later heette de lijfwacht Stoßtrupp Adolf Hitler en werd het uitgebreid tot 30 man. Het was in feite een op gevechten beluste knokploeg die later een prominente rol zou krijgen in de mislukte Bierkellerputsch van november 1923 in München. De formatie was formeel een onderdeel van de SA (ook wel de "Bruinhemden" genoemd), maar tegelijkertijd een zelfstandige speciale eenheid van loyale volgelingen ter bescherming van de top van de NSDAP.
In april 1925, kort na zijn vrijlating uit de gevangenis, riep Hitler zijn trouwe kameraden bijeen om de Stabswache opnieuw op te richten. Ditmaal stond zij definitief los van de SA. Na twee weken werd de lijfwacht omgedoopt tot Schutzstaffel (beschermingsafdeling). De SS was hiermee geboren, een organisatie die van een compacte beveiligingseenheid zou uitgroeien tot een complex geheel met een uitgebreid takenpakket.

### Formatie
De machtsovername van 1933 betekende een keerpunt in de ontstaansgeschiedenis van de Leibstandarte. De SS was na acht jaar uit haar voegen gegroeid (ze telde ongeveer 50.000 man) en Hitler wilde een betere bewaking dan de reguliere beveiliging van de SS, de Reichswehr en de politie kon bieden. Hij gaf SS-officier Sepp Dietrich opdracht om een groep betrouwbare mannen te organiseren tot een nieuwe bodyguardformatie. Vanaf het prille begin van de te vormen elite-eenheid was Dietrich zodoende onlosmakelijk verbonden met de Leibstandarte.
Op 17 maart 1933 richtte Dietrich de nieuwe hoofdkwartiergarde, de SS-Stabswache Berlin op. De wacht bestond uit honderdtwintig zorgvuldig geselecteerde vrijwilligers. De rekruten waren voornamelijk afkomstig uit Dietrichs vorige commando: de SS in München. Een maand later werd deze eenheid omgevormd tot SS-Sonderkommando Berlin en uitgebreid met drie opleidingscompagnieën. Vier maanden later werden de in de zomer van 1933 opgerichte en vergelijkbare SS-Sonderkommandos Jüterbog en Zossen (vernoemd naar de kazernes) samengevoegd en kregen zij voor het eerst de titel van de Führer: Adolf Hitler Standarte (Regiment "Adolf Hitler").
Op 2 september 1933 werd de bewakingsgarde op officiële wijze geïntroduceerd tijdens de partijbijeenkomst van de NSDAP in Neurenberg. Twee maanden later vond de herdenking van de mislukte staatsgreep in 1923 plaats en zwoeren de mannen van de Leibstandarte een persoonlijke eed op de Führer. Ze zwoeren hun leven te geven voor de dictator. Deze eed bevestigde de unieke band tussen de mannen van Sepp Dietrich en Hitler, en tevens de zelfstandige positie van de Leibstandarte ten opzichte van de SS. De band was niet te vergelijken met die van andere SS eenheden. Na de ceremonie werden de gardesoldaten van Hitler omgedoopt tot Leibstandarte Adolf Hitler (LAH).
Vanuit de Berlijnse Lichterfeldekazerne werden roterende groepjes LAH-mannen in de Rijkskanselarij gedetacheerd, waar ze een elegante en efficiënte erewacht vormden voor Adolf Hitler. De SS-mannen in de karakteristieke zwarte uniformen werden een prominente aanwezigheid in de buurt van de Führer. Ook op de Berghof in Berchtesgaden voerde de Leibstandarte diverse taken uit. De eenheid was hier verantwoordelijk voor een gebied van enkele vierkante kilometers.

### Nacht van de Lange Messen
Op 30 juni 1934 kon de Leibstandarte zich voor het eerst bewijzen als instrument in handen van de Führer. Leden van de LAH namen deel aan een zorgvuldig geplande zuiveringsactie gericht tegen de SA-top, in de Nacht van de Lange Messen. Hitler zag de SA en haar ambitieuze leider Ernst Röhm in toenemende mate als een bedreiging. Deze SA had Hitler geholpen op de weg naar de macht, maar stond nu een stabiele heerschappij in de weg. Hiervoor waren namelijk de acceptatie door grotere delen van de maatschappij en de steun van het leger onontbeerlijk. De ambities van de radicale en gewelddadige SA vormden langzamerhand een bedreiging voor Hitlers regime. Zo wilde Röhm dat het kleine Duitse leger, de Reichswehr, zou opgaan in zijn SA en voorzag hij dat op die manier een nieuw nationaalsocialistisch leger zou ontstaan.
Ondertussen bestond de Leibstandarte uit ongeveer 1000 man, onderverdeeld in vier infanteriecompagnieën, één machinegeweercompagnie, één gemotoriseerde compagnie, één verkenningscompagnie en ondersteunende eenheden. Op 13 april 1934  waren bovendien in opdracht van Heinrich Himmler de SS-initialen toegevoegd aan de titel van het regiment. Vanaf toen voerde de eenheid daardoor de titel "Leibstandarte SS Adolf Hitler" (LSSAH). Ze was het best uitgeruste onderdeel van de SS en moest het leeuwendeel van de actie op zich nemen.
In de vroege morgen van 30 juni 1934 werden twee compagnieën van de LSSAH met Hitler mee naar Beieren gestuurd. Nabij München had de SA-top haar vakantieadres. Röhm werd met verschillende andere leiders gevangengenomen. Diezelfde dag werden zes SA-kopstukken door een vuurpeloton van de Leibstandarte geëxecuteerd.
Het grootste gedeelte van het regiment bleef echter achter in Berlijn. In de hoofdstad overzag Hermann Göring de zuiveringen. Hier werd het bloedbad groter dan in het zuiden. De Leibstandarte werd voor de operaties in de stad opgedeeld in kleine, speciale eenheden zoals executieteams (Einsatzkommandos), preventieve defensieve eenheden en versterkingen voor de Gestapo. Het moorden ging hier door tot in de vroege ochtend van 2 juli. Uiteindelijk werden in de "Nacht van de Lange Messen" ongeveer 180 mensen vermoord.

### Organisatie en karakter

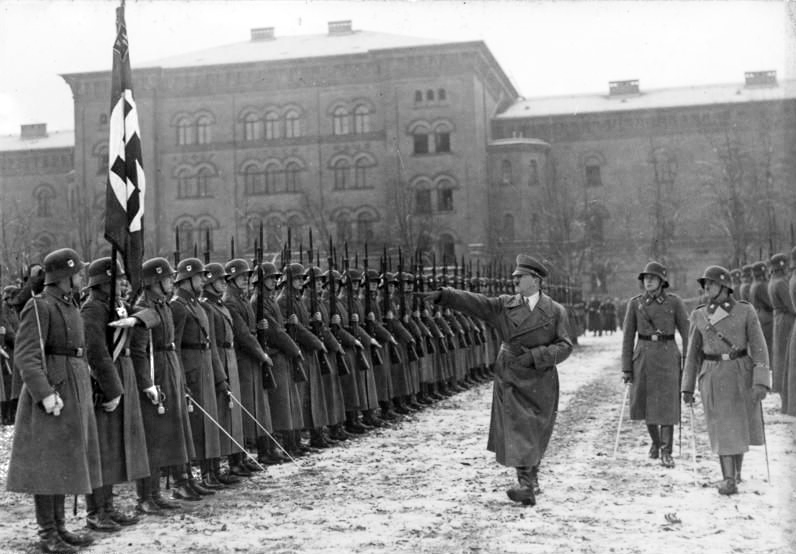
Adolf Hitler inspecteert de LSSAH in Berlin-Lichterfelde, in december 1935

In de zomer van 1934 werd het regiment van Hitler getraind en gebruikt als een van de zogenaamde SS Politische Bereitschaften; bewapende eenheden van compagniesterkte voor inzet als anti-terreur eenheid in het geval van interne onrust. De SS was er volgens Heinrich Himmler om 'de veiligheid van Duitsland van binnenuit te verzekeren'. Na de uitschakeling van de SA nam de SS de overhand in het Derde Rijk en werd ze de belangrijkste politieke paramilitaire organisatie van het nazibewind. Nu de dreiging van de SA verdwenen was, stond het leger bovendien welwillender ten opzichte van paramilitaire partijorganisaties. De gewapende SS-eenheden werden gereorganiseerd en uitgebreid. In maart 1935 werd de militaire tak van de SS, inclusief LSSAH, omgedoopt tot SS-Verfügungstruppe (SS-VT). Twee nieuwe SS-regimenten werden gepland (Deutschland en Germania).
De mannen van de Leibstandarte waren in die jaren uiterst fit, maar ze beschikten nog over onvoldoende militair-technische vaardigheden. Sepp Dietrich en zijn officieren wensten zich niet te veel bezig te houden met uitputtende trainingsprocedures en duldden weinig bemoeienis van buitenaf. Deze houding leidde tot spanningen tussen Dietrich en de inspecteur van het overkoepelende SS-VT orgaan, SS-Brigadeführer Paul Hausser. Ook Himmler ergerde zich aan de arrogante en onafhankelijke opstelling van de LSSAH. In kringen van de SS-VT stonden de mannen van Hitlers lijfwacht ook wel bekend als 'asfaltsoldaten'; uitstekend geschikt voor parades en ceremonieel vertoon, maar verder tot weinig in staat vergeleken bij de militaire vooruitgang en efficiëntie van de andere SS-VT eenheden.
Naar de wens van Himmler militairiseerde de SS in rap tempo. Toch werd de positie van de SS-VT ingeperkt. De Wehrmacht werd door Hitler gerustgesteld: het leger zou het 'monopolie op het dragen van wapens' in externe aangelegenheden behouden en het opperbevel van de Wehrmacht (OKW) kreeg de garantie dat de SS in geval van oorlog ondergeschikt zou worden gemaakt aan het reguliere militaire apparaat. De leiding van het leger zou bovendien de rekrutering van de SS-strijdkrachten kunnen controleren en verantwoordelijk zijn voor haar militaire training.
Op 17 augustus 1938 volgde een nieuwe instructie van Hitler aangaande de positie van de SS-VT en de verhouding met het leger: "De Verfügungstruppe vormt geen onderdeel van de Wehrmacht of de politie. Ze is een permanent bewapende macht tot mijn beschikking. Als een formatie van de NSDAP dient zij naar mijn wensen gerekruteerd en getraind te worden in ideologische en politieke zin".

### Voorbode van de strijd
Behalve als functionele en decoratieve paleiswacht voor Hitler opereerde de Leibstandarte in de periode tussen juli 1934 en het uitbreken van de Tweede Wereldoorlog in september 1939 in enkele gevallen ook buiten haar hoofdkwartier in Berlijn. De intensieve militaire en ideologische voorbereiding op oorlog werd onderbroken door deelname aan de bezettingen van het Saarland en het Rijnland, Oostenrijk (tijdens de Anschluss), Sudetenland en Bohemen-Moravië.
In 1935 werd een kleine afdeling van de LSSAH als voorwaartse groep naar het Saarland gestuurd. Op 7 maart 1936 had het regiment van Hitler vervolgens een leidende rol in de eerste expansieve actie van de Führer buiten de rijksgrenzen. De Leibstandarte vormde de voorhoede in de bezetting van het Rijnland. Een compagnie van de LSSAH stak in de vroege morgen de Rijn over en marcheerde ongehinderd de na de Eerste Wereldoorlog gedemilitariseerde zone in.
Twee jaar later besloot Hitler het 'Oostenrijkse probleem' resoluut op te lossen. Op 10 maart 1938 keurde Hitler het plan 'ter vestiging van constitutionele voorwaarden in Oostenrijk' goed. Het was een eufemisme voor een staatsgreep en een daarop volgende annexatie van Oostenrijk door nazi-Duitsland. Het was de eerste stap op weg naar het door Hitler gewenste Duitse Derde Rijk.
De operatie werd uitgevoerd door het Duitse 8e Leger onder leiding van generaal Fedor von Bock. De "Leibstandarte SS Adolf Hitler" kwam onder bevel van generaal Heinz Guderian, die met het 16e Gemotoriseerde Korps de Duitse eenheden van de invasiemacht leidde. De colonnes van Guderian passeerden in de ochtend van 12 maart 1938 de Oostenrijkse grens. Twee dagen later bereikte het korps Wenen. In de stad werd de eenwording gevierd door middel van een parade. De Anschluss verliep geweldloos, maar de Leibstandarte bewees haar operationele waarde. Het regiment had de duizend kilometer vanaf Berlijn naar Wenen probleemloos binnen 48 uur overbrugd en opereerde in goede samenwerking met de Wehrmacht.
Een nieuwe uitdaging volgde in oktober van 1938. De Leibstandarte was wederom onderdeel van het 16e Gemotoriseerde Korps tijdens de inlijving van het Tsjechische Sudetenland. Zes maanden later nam de SS-eenheid deel aan de bezetting van de rest van Tsjecho-Slowakije, om in april 1939 terug te keren naar de kazerne.

## Leibstandarte SS Adolf Hitler

### Vuurdoop in Polen
In de zomer van 1939 moest het regiment van Hitler zich klaar maken voor oorlog. De "Leibstandarte SS Adolf Hitler" bestond aan de vooravond van de aanval op Polen uit 3700 man, verdeeld over een staf, drie infanteriebataljons, een wachtbataljon in Berlijn, een motorfietscompagnie, een infanteriegeschutcompagnie, een anti-tankcompagnie en een peloton pioniers. Na deze uitbreiding voerde de eenheid de titel: SS-Infanterie-Regiment (mot.) "Leibstandarte SS Adolf Hitler".
Het SS-regiment ging voor operatie Fall Weiss deel uitmaken van het 13e Legerkorps, dat ingedeeld was bij het Duitse 8e Leger onder leiding van generaal Johannes Blaskowitz in Heeresgruppe Süd (Legergroep Zuid). De LSSAH was de enige volledig gemotoriseerde eenheid binnen dit korps. Blaskowitz kreeg de opdracht de flank van het Duitse 10e Leger onder bevel van generaal Walter von Reichenau van de zuidelijke arm van de tangbeweging te beveiligen. Normaal gesproken was de LSSAH een zelfstandig regiment, maar nu werd de eenheid ondergebracht bij de 17e Infanteriedivisie. De Leibstandarte moest dienen als extra verkenningseenheid en de verbinding tussen het 8e Leger and 10e Leger intact houden.
Op 1 september 1939, de eerste dag van de Poolse veldtocht, beleefde de Leibstandarte haar vuurdoop. Het SS regiment voerde een stormachtige aanval uit op een belangrijke heuveltop aan de overkant van de rivier de Prosna. De eerste missies verliepen vlekkeloos. Na zware man-tegen-mangevechten werd het dorp Bolesławiec veroverd. De volgende ochtend zette het regiment koers richting de rivier de Warta. Pogingen om een bruggenhoofd te forceren kostten veel slachtoffers. De SS-eenheid voerde wilde schietpartijen uit en plunderacties. Tijdens de veldtocht beging een onderdeel van de LSSAH een van de eerste oorlogsmisdaden: in een synagoge in het dorp Błonie werden door leden het Musikkorps Leibstandarte Adolf Hitler ruim 50 Joden vermoord. Op 4 september 1939, bezette de Wehrmacht het dorp Złoczew.  Eenheden van de 17e Infanteriedivisie en LSSAH vermoorden daarna ongeveer 200 inwoners (waaronder ook vrouwen en kinderen).
De Leibstandarte vocht zich, nu wel als zelfstandige eenheid, een weg richting Łódź en werd opgehouden bij Pabianice, een marktdorp bij een belangrijke spoorwegkruising. Het stadje werd door middel van een soort verbeten guerrillatactiek verdedigd door een versterkt Pools garnizoen, dat een Duitse pantseraanval wist af te slaan en met zijn scherpschutters dood en verderf zaaide. De infanterie van de LSSAH werd ingezet om Pabianice te veroveren. Het SS-regiment was immers getraind voor dergelijke tactische operaties. Gesteund door artillerie wisten de compagnieën van de Leibstandarte na hevige straatgevechten tot in het centrum door te stoten, om vervolgens omsingeld te raken. Onder aanhoudende Poolse aanvalsgolven werden de SS-eenheden teruggedrongen. Een Pools tegenoffensief dreigde zelfs het veld met het hoofdkwartier van de SS-staf te overrompelen. De situatie van de Leibstandarte was kritiek, maar mede door de hulp van een regiment van de 10e Infanteriedivisie overleefde de LSSAH.
Elders had de druk van Heeresgruppe Süd meer effect. De Polen waren op de terugtocht naar Warschau en dreigden vast te lopen in de Duitse tangbeweging. De Leibstandarte werd vanwege haar gemotoriseerde karakter verplaatst naar de 4e Pantserdivisie (onderdeel van het 16e Gemotoriseerde Korps van het Duitse 10e Leger), die in de avond van 8 september 1939 de buitenwijken van Warschau bereikt had. Vanaf de 11e hadden Duitse tank-eenheden zich in defensieve stellingen ingegraven om de westelijke toegang tot de Poolse hoofdstad te blokkeren. Vervolgens kreeg een Kampfgruppe met daarin de LSSAH de taak de strategische weg ten zuidwesten van Warschau af te snijden voor de terugtrekkende Poolse troepen.
Het I. Bataillon van de LSSAH was succesvol in het afslaan van soms suïcidale aanvallen en maakte veel slachtoffers. In de buurt van Błonie stonden de overige bataljons van de Leibstandarte onder druk, maar de Duitse ring van infanterie en pantsers bleek te sterk om te doorbreken. De Poolse divisies in de pocket werden gedecimeerd. De omsingeling tussen de rivieren de Bzura en Vistula was de meest succesvolle en vernietigende in de militaire geschiedenis tot dan toe. De 4e Pantserdivisie en de Leibstandarte maakten 20.000 krijgsgevangenen. Op 27 september 1939 viel Warschau en begin oktober was de Poolse veldtocht beëindigd. Het regiment LSSAH telde 400 doden en gewonden, en werd kort als veiligheidsmacht gestationeerd in Praag. In de maanden daarna volgde met het oog op toekomstige offensieven in het westen inkwartiering in de buurt van Koblenz.

### Westfront
Elementen van de LSSAH bleven actief in Berlijn en op de Obersalzberg in Beieren. De eenheid werd uitgebreid met een vierde infanterie- en een artilleriebataljon. Tevens werd het regiment versterkt met een compagnie zwaar geschut (SS-Sturmgeschütz-Abteilung 1). Heinrich Himmler kreeg na afloop van de Poolse campagne toestemming voor uitbreiding van de SS-VT, nu omgedoopt tot de Waffen-SS. Hij kreeg het 'groene licht' voor de oprichting van drie SS-divisies: SS-Verfügungs Division, Polizei-Division en SS-Division Wiking.
Het versterkte SS-regiment werd na aanpassing van de aanvalsplannen van Fall Gelb toegewezen aan Heeresgruppe B (Legergroep B) onder bevel van generaal Fedor von Bock. Samen met de 227e Infanteriedivisie vormde de LSSAH de zogenaamde Schnelle Gruppe Nord voor de geplande invasie van Nederland. Het doel van deze eenheid was een snelle doorstoot naar de rivier de IJssel om daar de bruggen veilig te stellen.
Om 5:35 uur in de ochtend van 10 mei 1940 stak de Leibstandarte de Nederlandse grens over, zonder weerstand bereikte de LSSAH rond het middaguur Zwolle. Enkele bruggen over de IJssel waren door Nederlandse troepen opgeblazen. Het III. Batallion wist echter een overgang te forceren in de buurt van Zutphen. Een Kampfgruppe penetreerde westwaarts 65 kilometer over de IJssel en op de Veluwe nam de eenheid ruim 100 Nederlandse soldaten gevangen. 's Avonds werd de LSSAH overgeplaatst naar de 9e Pantserdivisie, die zuidelijker op weg was naar Rotterdam. In de vroege ochtend van 14 mei werden de Moerdijkbruggen veroverd en door het regiment  gepasseerd. Het doel van de opmars was het ontzetten van de 7e Fliegerdivisie (Fallschirmjäger) bij Rotterdam. Het Nederlandse verzet doorkruiste de Duitse aanvalsschema's. Uiteindelijk werd het ultimatum tot overgave door het Nederlandse opperbevel geaccepteerd, maar voorkwam niet het verwoestende luchtbombardement van Rotterdam op 14 mei 1940.
Een verkenningseenheid van de Leibstandarte rukte op door het brandende Rotterdam in de richting van Den Haag. In het centrum stuitte de Aufklärungsabteilung (verkenningseenheid) op geïsoleerd Nederlands verzet. In een chaotisch vuurgevecht verwondde men Generalleutnant Kurt Student, de bevelhebber van de Duitse parachutisten die onderhandelde over de Nederlandse overgave. Met de capitulatie was de rechterflank van Fall Gelb veiliggesteld. Het SS regiment had in enkele dagen ruim 3500 militairen krijgsgevangen genomen. De Leibstandarte kreeg de opdracht om een demonstratieve tour te maken door het veroverde Nederland om indruk te maken op de bevolking. Vervolgens werd het regiment op 15 mei 1940 naar Frankrijk gedirigeerd.
Op 24 mei 1940 voegde de LSSAH zich bij het front van generaal Heinz Guderian rond Duinkerken. Het SS-regiment nam posities in langs het Aa-kanaal aan de zuidoostkant van de pocket rond de havenstad aan het Engelse Kanaal. In tegenspraak met het bevel van Hitler om niet op te rukken naar Duinkerken, stuurde Sepp Dietrich zijn mannen toch het kanaal over om een strategische heuveltop bij Watten in te nemen. Het III. Batallion ontmoette stevige geallieerde tegenstand, maar slaagde in zijn missie.
Vanaf 27 mei 1940 werd de aanval richting Duinkerken voortgezet. De Leibstandarte werd ingedeeld bij de 20e Infanteriedivisie en kreeg de opdracht met het SS-regiment Grossdeutschland de weg tussen Wormhout en Berques in te nemen. De volgende dag slaagden de SS-eenheden erin Wormhout in te nemen. De Britse strijdkrachten voerden een achterhoedegevecht tijdens hun evacuatie vanuit Duinkerken (Operatie Dynamo).
Op 28 mei 1940 bleek dat er nog haarden van verzet waren in de frontsector van de Leibstandarte. Dit werd Sepp Dietrich bijna fataal. Zijn voertuig werd beschoten, vatte vlam en belandde in een greppel. De General der Waffen-SS en zijn chauffeur moesten dekking zoeken in een tunnel en zich insmeren met modder om te ontkomen aan de vlammen en geallieerde machinegeweervuur. De flamboyante commandant gold enkele uren als vermist. Een compagnie van het II. Batallion, onder leiding van SS-Sturmbannführer Wilhelm Mohnke, misdroeg zich vervolgens op brute wijze toen het in een schuur in de buurt van Wormhout 80 Britse krijgsgevangenen afslachtte (Massamoord van Wormhout). Het zou niet de laatste keer zijn dat de Leibstandarte betrokken was bij oorlogsmisdaden.
Op 5 juni 1940 begon het SS-regiment met een opmars zuidwaarts tijdens Fall Rot, de tweede fase van de verovering van Frankrijk. Het werd ingedeeld bij het Duitse 10e Legerkorps en kwam slechts enkele malen in gevecht met Franse troepen. Geïsoleerde haarden van verzet werden uitgeschakeld en de eenheid stelde bruggen veilig. Toen op 22 juni 1940 de wapenstilstand werd getekend, had de Leibstandarte net het dorp Saint-Étienne ingenomen.
De LSSAH werd gestationeerd in Metz voor herstel, versterking en training. Tijdens de rustperiode in Noord-Frankrijk kende het regiment een verdere uitbreiding. In augustus 1940 gaf Hitler het bevel zijn lijfwachteenheid uit te breiden tot een 'versterkte brigade' van 6500 man. Toch bleef zijn naam een SS-regiment. Begin 1941 was de herstructurering en uitbreiding voltooid. Het Infanterie-Regiment Leibstandarte SS Adolf Hitler (mot.) beschikte nu over vijf infanteriebataljons, waarvan er één gestationeerd was in Berlijn. De bataljons werden uitgebreid met zwaarder (antitank- en veld-) geschut en de verkenningsafdeling kreeg twee motorfietscompagnieën en een pantservoertuigcompagnie. In februari 1941 werd het regiment overgeplaatst naar Bulgarije voor inzet op de Balkan.

### Operatie Marita

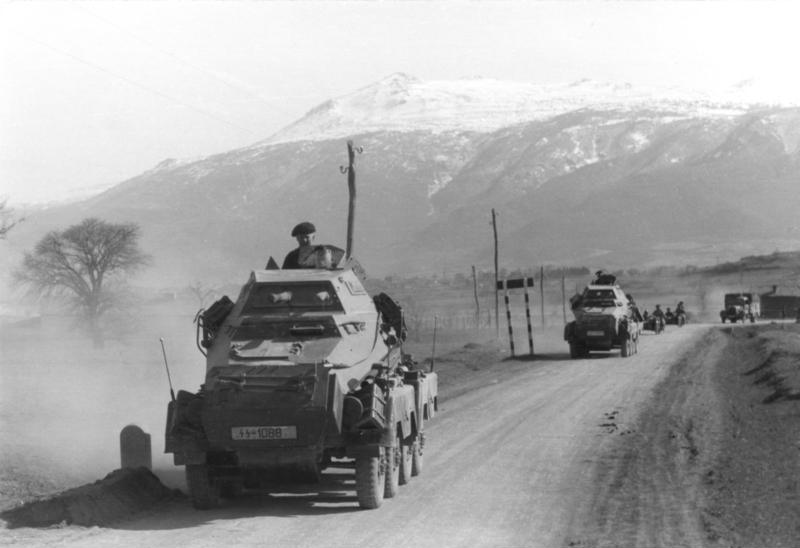
Een Panzerspähwagen (type Sd.Kfz. 231) van de LSSAH op de Balkan, in april 1941

Adolf Hitler achtte ingrijpen in de Balkan noodzakelijk, nadat het Italiaanse offensief van Benito Mussolini op de Balkan rampzalig verliep en er onrust uitbrak in Joegoslavië. Bovendien mengden de geallieerden zich in de strijd om Griekenland te hulp te schieten. Hitler wenste met behulp van Operatie Marita de regio veilig te stellen voor de lancering van een invasie van de Sovjet-Unie. De LSSAH voegde zich hiervoor bij het 40e Gemotoriseerde Korps van het Duitse 12e Leger onder leiding van generaal Wilhelm List.
Het 40e Gemotoriseerde Korps zette op 6 april 1941 de aanval in en stak bij Kriva Palanka de Joegoslavische grens over. In de middag werd Skopje bereikt door het SS-regiment, waar contact gemaakt werd met de Italianen. Vanaf 9 april vormde de Leibstandarte de speerpunt van het korps. Op weg naar Griekenland ontmoette het regiment in de regio van Monastir (huidige Macedonië) verbeten tegenstand. Op 10 april 1941 veroverde de LSSAH het dorp Vevi. De Leibstandarte had daarna de taak de Klidipas te openen voor de rest van het Duitse leger. De strategisch gelegen pas was de toegangspoort tot Griekenland en tevens een Brits steunpunt. Een Kampfgruppe die bestond uit het I. Batallion versterkt met een antitank-eenheid, een groep lichte veldhouwitzers, twee pelotons infanteriegeschut, een batterij 88 mm artillerie en een compagnie genie. De taak was zwaar: het terrein was onherbergzaam en goed te verdedigen. De bruggen in de omgeving waren opgeblazen en de aanvallende SS-eenheden hadden te maken met mijnenvelden, luchtaanvallen en barre weersomstandigheden.
Man tegen man werd er gevochten tegen Britse, Australische en Nieuw-Zeelandse eenheden. De slag bij Vevi duurde drie dagen en kostte de LSSAH 37 officieren en soldaten het leven en verwondde 95 anderen. De mannen van deze eenheid van de Leibstandarte werden uitgebreid gedecoreerd voor de succesvol verlopen missie. Ze maakten 520 krijgsgevangenen en veroverden of vernietigden een aanzienlijke hoeveelheid zwaar materieel. Op 12 april 1941 werd de Klidipas veroverd en geopend voor de Duitse tanks. Het bleek dat het SS-regiment bij uitstek presteerde in moeilijke situaties als deze, waarin behoefte was aan specifieke commando-operaties. Een dergelijke actie voerde ook SS-Sturmbannführer Kurt Meyer uit met zijn LSSAH-verkenningsafdeling. Hij leidde zijn eenheid door de Klissurapas naar het meer van Kastoria. De actie onder leiding van Meyer was tekenend voor de vechtlust van de eerste divisie van de Waffen-SS.
Samen met de eerdere verovering van de Klidipas was deze verovering doorslaggevend voor de Griekse veldtocht. Op 15 april 1941, werd deze strategische doorgang door de Leibstandarte veilig gesteld. In enkele dagen was het aantal krijgsgevangenen opgelopen to 12.000 man. De Griekse en Britse legers waren vanaf dat moment op de terugtocht. Het SS-regiment werd naar het zuidwesten gestuurd om daar de Grieken af te snijden. De Metsovonpas werd veroverd en de Griekse strijdkrachten ten westen van het Pindosgebergte werden geïsoleerd. Tijdens een gevechtspauze, kwamen Griekse stafofficieren op 20 april 1941 Sepp Dietrich informeren dat het Griekse leger in Epirus, bestaande uit 16 divisies, zich wenste over te geven.
Een dag later startten het Britse leger en de Commonwealth strijdkrachten de evacuatie uit Griekenland. Daarbij werden ze op de hielen gezeten door de Leibstandarte. Op 26 april 1941, bereikte de LSSAH de Golf van Patras. De Aufklärungs-Abteilung van Kurt Meyer stak het Kanaal van Korinthe over naar de Peloponnesos. Net als een jaar eerder moesten de Britten gehaast over zee evacueren en waren zij gedwongen veel materieel achter te laten.

## SS-Division (motorisiert) Leibstandarte SS Adolf Hitler
De Balkancampagne eindigde met een overwinningsparade in Athene. Tijdens de 'rustpauze' in Tsjecho-Slowakije werd de Leibstandarte benoemd tot SS-Division Leibstandarte SS Adolf Hitler. Een nieuw gemotoriseerd infanteriebataljon en luchtafweergeschutbatterijen werden toegevoegd. Aan de vooravond van Operatie Barbarossa telde de divisie ongeveer 11.000 manschappen.

### Operatie Barbarossa

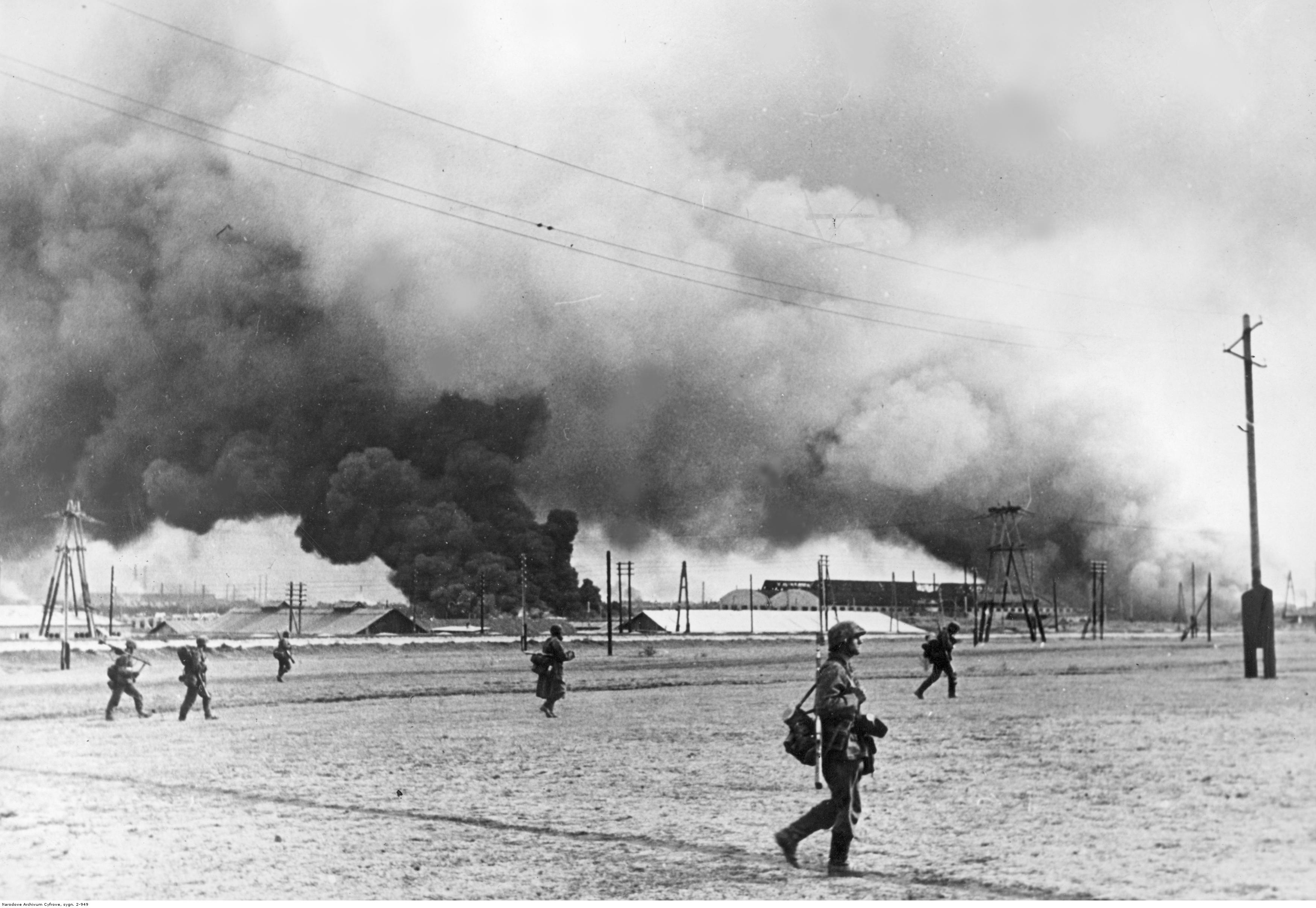
De LSSAH trekt het brandende Taganrog binnen, in oktober 1941

De kersverse divisie was voor de aanval op de Sovjet-Unie toegewezen aan Heeresgruppe Süd onder leiding van Generalfeldmarschall Gerd von Rundstedt en ondergeschikt aan de Duitse Panzergruppe 1 onder bevel van generaal Ewald von Kleist. Deze Panzergruppe was de voornaamste mobiele aanvalsmacht van de legergroep. De LSSAH moest een week wachten op actie in Oekraïne. Pas op 30 juni 1941 viel ook de eerste SS-divisie de zuidelijke Sovjet-Unie binnen.
Het doel van Heeresgruppe Süd was de vernietiging van de Russische strijdkrachten tussen de Pripjatmoerassen en de Karpaten door het bewerkstelligen van bruggenhoofden over de rivier de Dnjepr en het bereiken van het Donetsbekken. Hiermee zou het Rode Leger afgesneden worden en in een gepantserde tangbeweging vernietigd kunnen worden. De Leibstandarte was gekoppeld aan het 3e Gemotoriseerde Korps en moest de noordflank van het offensief beschermen. Het Rode Leger trok zich terug achter de zogenaamde Stalin-linie. Op 7 juli 1941 werd de verdedigingslinie door de SS-divisie doorbroken. De strijd rond de stad Zhitomir was bijzonder hevig en bloedig. De gemotoriseerde LSSAH vormde met de gepantserde Duitse eenheden de speerpunt van de invasie en stoomde regelmatig te snel op voor de volgende infanterie. In een bosrijk gebied bij Zhitomir moest de voorhoede van de Leibstandarte het afgezonderd opnemen tegen een Sovjetovermacht. Toen de T-34-tanks verschenen werd de situatie zelfs kritiek. Er werden hevige tankgevechten geleverd tot de ondersteunende infanterie arriveerde.
Op 8 juli 1941 veroverde het verkenningsbataljon een cruciaal kruispunt ten westen van Zhitomir. De noordelijke snelweg die er overheen liep, was van levensbelang voor beide strijdende partijen. De Leibstandarte kreeg het dan ook zwaar te verduren onder druk van massale Russische aanvalsgolven die eindeloos bleven komen. De strijd werd zo nu en dan teruggebracht tot primitieve man-tegen-mangevechten. Op 9 juli werd Zhitomir ingenomen, maar tot 16 juli 1941 was de LSSAH verwikkeld in verbitterde defensieve gevechten langs een front van 28 kilometer. Toen de tegenaanvallen definitief afgeweerd waren, likte de SS-divisie zijn wonden: 683 doden en gewonden en meer dan 100 voertuigen buiten werking.
Op 24 juli 1941 werd de Leibstandarte overgeplaatst naar het Duitse 3e Gemotoriseerde Korps bij Dnepropetrovsk. Het korps sloot, in samenwerking met de rest van Panzergruppe 1, in de omgeving van Oeman ongeveer 20 Sovjetdivisies in. De SS-divisie werd door de Wehrmachtcommandanten als Kampfgruppe Kempf volop geprezen voor haar aandeel in de actie. De LSSAH had 64 tanks vernietigd en 2200 soldaten van het Rode Leger krijgsgevangen gemaakt. Ook in augustus 1941 streed de divisie door, ondanks zware regenval die de gevechtshandelingen bemoeilijkten. Op 20 augustus vocht de Leibstandarte tegen Russische mariniers om de havenstad Cherson aan de monding van de rivier de Dnjepr. Na enkele dagen felle straatgevechten geleverd te hebben, had de SS-divisie de sector 's avonds onder controle. Na zeven weken onafgebroken oorlogvoering werd de divisie rust en herstel gegund. Er werden 674 vervangende troepen opgenomen, maar het vervangende materieel liet nog op zich wachten.
In de eerste week van september 1941 stak de Leibstandarte de Dnjepr over en begon het een opmars over de Nogaisteppe. De Russische legers onder leiding van maarschalk Semjon Boedjonny werden door het Duitse leger omsingeld. Hitler stond er echter op dat de Krim veroverd werd en dus werd de LSSAH naar het zuiden gestuurd om een doorgang door de zwaar versterkte Landengte van Perekop te forceren. Hiervoor werd de Leibstandarte gekoppeld aan het Duitse 11e Leger onder bevel van generaal Erich von Manstein. Na een mislukte poging aan de westkant, slaagde de SS-divisie er na zware gevechten tussen 14 en 16 september 1941 samen met de 46e Infanteriedivisie en de 73e Infanteriedivisie de verdedigingslinies aan de oostkant van de landengte te doorbreken. De divisie verwierf langzamerhand de reputatie van militaire 'brandweerbrigade', een gewilde versterking van legerkorpsen in nood.
De SS-divisie werd daarna zo snel mogelijk weer verplaatst naar de omgeving van Melitopol, waar de oostelijke flank van het offensief bedreigd werd door sterke Sovjeteenheden. Na vier dagen opmars richting Melitopol werd de Leibstandarte weer teruggeroepen om het front op de Krim te ondersteunen. Op 21 september 1941 moest de divisie de westelijke toegang tot het schiereiland verdedigen. Het Russische leger bedreigde de zwak bezette Duits-Roemeense linie. Samen met het Italiaanse Alpinekorps (Corpo d'Armata Alpino) wist de Leibstandarte een tegenoffensief van het Rode Leger te stuiten.
Op 3 oktober 1941 bewees de LSSAH zijn kracht met de verovering van de havenstad Marioepol. Pas de volgende ochtend volgde de rest van het Duitse 3e Gemotoriseerde Korps de uiterst mobiele divisie. Twee dagen later begon de slag om Taganrog (gelegen aan de Zee van Azov). Het I. Batallion veroverde na vijf dagen een beslissend bruggenhoofd over de rivier de Mioes. Het II. Batallion moest ten koste van zware verliezen de linkerflank van de vooruitgeschoven positie verdedigen. Op 17 oktober 1941 viel Taganrog en drie dagen later Stalino. Twee Russische legers van het Zuidelijke Front (het 9e en het 18e Leger) werden omsingeld. Meer dan 100.000 soldaten en 212 tanks vielen in Duitse handen.

### Rostov aan de Don
Elders aan het front van Heeresgruppe Süd verliep de opmars succesvol en het Duitse 1e Pantserleger (Panzergruppe 1) kreeg begin november 1941 het bevel om Rostov vanuit het noorden aan te vallen. De Leibstandarte was ondanks de slechte weersomstandigheden (de winter had de wegen veranderd in modderpoelen) en logistieke problemen erin geslaagd terreinwinst te boeken en zich met het 3e Gemotoriseerde Korps aan te sluiten bij het offensief. Op 17 november 1941 leidde de SS-divisie de bestorming van de stad aan de rivier de Don. Defensieve posities van de Sovjets werden doorbroken en de Leibstandarte vocht woeste gevechten uit in de straten van Rostov. Op 20 november 1941 trokken de Duitsers de stad binnen. Een belangrijke bijdrage leverde het LSSAH-verkenningsbataljon door de spoorbrug over de Don te veroveren. Op 21 november verklaarde het 3e Gemotoriseerde Korps dat Rostov veroverd was. Er was echter te vroeg gejuicht, want de Sovjets wisten de noordkant van de pocket te heropenen. Generaal Ewald von Kleist beval een geleidelijke terugtrekking uit Rostov om posities in te nemen achter de Mioes.
Op 22 november 1941 vielen drie Sovjetlegers van het Zuidelijk Front de flank van het Duitse 1e Pantserleger aan. Maarschalk Semjon Timosjenko concentreerde zijn tegenoffensief tegen het 14e Gemotoriseerde Korps. Het Rode Leger had een massaal overwicht rond Rostov en de stad werd onhoudbaar voor het 3e Gemotoriseerde Korps. Op 28 november 1941 gelastte Ewald von Kleist dan ook een definitieve terugtrekking. Hij zag zich genoodzaakt de Leibstandarte terug te trekken en tijdens de winter een verdedigbare linie in te richten, ongeveer 80 kilometer ten westen van Rostov. Op 30 november weigerde Gerd von Rundstedt het bevel tot terugtrekking te herroepen en werd hij vervangen als commandant van Heeresgruppe Süd door veldmaarschalk Walter von Reichenau.
De terugtocht uit Rostov betekende de eerste belangrijke Duitse tegenvaller voor Unternehmen Barbarossa. Sepp Dietrichs speciale band met Hitler bleek eens te meer nadat de SS commandant begin december 1941 openlijk de stand van zaken van zijn strijdkrachten rapporteerde aan de Führer. Op 2 december 1941 vloog Hitler speciaal naar Marioepol om de militaire situatie te bespreken met Walter von Reichenau en Ewald von Kleist. Dietrich wist hem te overtuigen dat de terugtrekking tactisch waardevol was en dat er geen sprake was van falend leiderschap in Heeresgruppe Süd.
Ondertussen hield de Leibstandarte stand in de verschrikkelijke vrieskou op de barre Oekraïense steppen. Tanks en geschut werden onbruikbaar. De divisie was geïsoleerd, inadequaat gekleed en sterk in de minderheid. In deze omstandigheden moest de SS infanterie een meedogenloze defensieve strijd leveren. Met de rest van het Duitse 3e Gemotoriseerde Korps wist de Leibstandarte de linie tot mei 1942 te houden. Toen werd de gehavende SS-divisie overgeplaatst naar Stalino voor broodnodig herstel.

## SS-Panzergrenadier-Division Leibstandarte SS Adolf Hitler
Het Duitse opperbevel wilde de 1e SS-divisie gaan inzetten voor nieuwe zomeroffensieven, maar Hitler was overtuigd van een bedreiging van de Franse kust en weigerde de LSSAH voor het Oostfront te gebruiken. Eind mei 1942 kwam de SS-divisie aan in Parijs waar het onderdeel werd van de reserve van de Oberbefehlshaber West, veldmaarschalk Gerd von Rundstedt. Op 29 mei 1942 marcheerde de Leibstandarte over de Champs-Élysées.
Op 9 oktober 1942 was Hitler overtuigd van een op handen zijnde geallieerde invasie. Hij stuurde de Leibstandarte naar Normandië en in dezelfde maand werd de divisie omgedoopt tot SS-Panzergrenadier-Division Leibstandarte SS Adolf Hitler. De infanteriebataljons werden gereorganiseerd tot twee SS pantsergrenadierregimenten. Twee nieuwe afdelingen werden geformeerd (een Sturmgeschütz III-eenheid en een Marder III-anti-tankkanon-eenheid). Naast de twee SS pantserregimenten, die uitgerust waren met PzKpfw III en PzKpfw IV tanks, ontving de LSSAH bovendien negen gloednieuwe, PzKpfw VI Tiger I tanks (schwere Panzer-Abteilung LSSAH). Op 31 december 1942 bestond de Leibstandarte uit 20.844 man.

### Charkov en Koersk

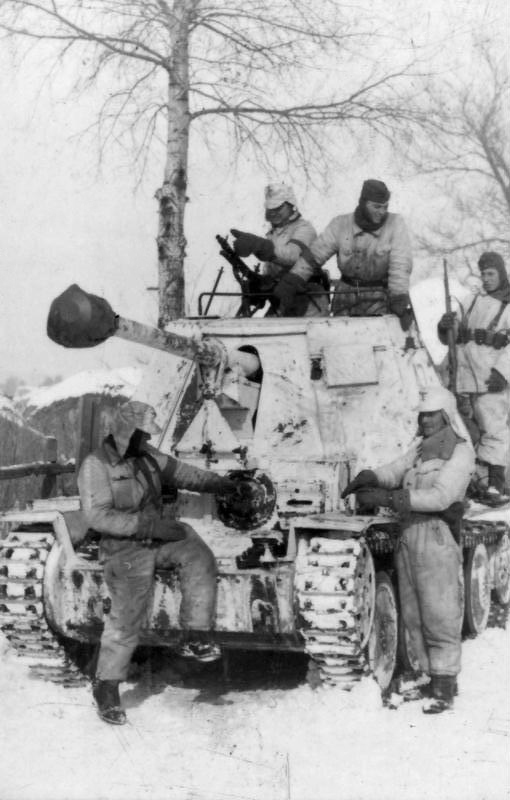
De LSSAH met een Panzerjäger Marder III-tank in de buurt van Charkov, in februari 1943

Begin 1943 was de situatie in de zuidelijke sector van het Oostfront kritiek. Het Duitse 6e Leger onder leiding van generaal Friedrich Paulus was vernietigd tijdens de gevechten in Stalingrad en Heeresgruppe Don onder bevel van Erich von Manstein was in de problemen. Er was een gat geslagen in haar linies en het Rode Leger rukte op richting de Dnjepr. Hitler verwachtte dat zijn elite SS-divisies, verenigd in het SS-Pantserkorps, de Russische doorbraak zouden kunnen stoppen.
De Leibstandarte moest orde aanbrengen in de verdediging van het uitgestrekte front langs de rivier de Donets. Een Kampfgruppe onder leiding van Sepp Dietrich moest een gat tussen de sector van de LSSAH en die van de 320e Infanteriedivisie dichten. Op 12 februari 1943 waren de SS-divisies in een hevige strijd verwikkeld, terwijl zij zich een weg baanden door de Sovjetspeerpunt. Het pantsergrenadierbataljon onder leiding van SS-Sturmbannführer Joachim Peiper onderscheidde zich door ruim 40 kilometer in vijandelijk gebied door te dringen om de in de verdrukking geraakte 320e Infanteriedivisie ter hulp te schieten. Het SS-Pantserkorps trok zich tegen de wens van Hitler terug uit Charkov na een dreigende omsingeling. Eind februari 1943 wierpen de tactische terugtrekkingen hun vruchten af toen het initiatief herwonnen werd. Op 25 februari sneden twee pantserkorpsen (die van de SS en één van het Duitse leger) een aanzienlijke Sovjet-pantsergroep af tijdens de Derde Slag om Charkov.
De LSSAH ondersteund met de 3. SS-Panzer-Division Totenkopf werden ten noorden van Charkov gestationeerd. De eerste moest vanuit het noorden de stad ingaan en de laatste moest haar aanvalsroute beschermen. In de periode na haar terugkeer in de Sovjet-Unie had de Leibstandarte zware materiële verliezen geleden. Bij de start van het offensief beschikte de LSSAH nog maar over 23 bruikbare tanks. Delen van Charkov moesten vervolgens huis voor huis heroverd worden, waarvoor een zware tol betaald werd. In de avond van 14 maart 1943 werden de zuidelijke delen van de stad veilig gesteld. Twee dagen eerder hadden de 2. SS-Panzer-Division Das Reich en de Leibstandarte contact weten te maken.
Mede door toedoen van het SS-Pantserkorps werd zo de crisis in het zuiden opgelost. De herovering van Charkov en Belgorod stabiliseerde het front. Op 27 maart 1943 werd het pantserkorps uit de frontlinie teruggetrokken voor herstel en opbouw van de verdediging van Charkov. Het telde na de campagne 11.519 doden, gewonden en vermisten. De SS-eenheden werden snel teruggebracht tot volle oorlogssterkte. Op 24 april 1943 was de mankracht van de Leibstandarte opgekrikt naar 21.000 man.
In juni 1943 werd het SS-Pantserkorps omgedoopt naar het II SS-Pantserkorps. Dit aangezien er intussen een I SS-Pantserkorps (samengesteld door de LSSAH en de 12. SS-Panzer-Division Hitlerjugend) in oprichting was. Nadat het Sovjet winteroffensief tot halt was geroepen, bleef er een groot en krachtig Russisch saillant over tussen de Heeresgruppe Mitte en Heeresgruppe Süd. Door middel van Operatie Citadel moest deze saillant met behulp van een dubbele tangbeweging afgesneden en vernietigd worden.
Op 5 juli 1943 viel de Leibstandarte samen met SS-Divisie Das Reich en de 167e Infanteriedivisie noordwaarts aan vanuit de regio Belgorod. Na een hevige artilleriebarrage en gesteund vanuit de lucht door de  Luftwaffe, viel de SS divisie de eerste verdedigingslinie aan. Op haar pad trof de LSSAH het sterke Russische 6e Leger, dat flink verzet bood. Op de eerste dag van de slag om Koersk telde de Leibstandarte 97 doden en 522 gewonden. De opmars van de volgende dag kostte nog eens 84 doden en 384 gewonden. Op 9 juli 1943 wist het II SS-Pantserkorps door te drukken en won de 1e SS-Divisie op indrukwekkende wijze een defensieve slag, toen Russische pogingen om de voorhoede van de LSSAH in te sluiten strandden. Hierbij werden 88 Russische tanks vernietigd. Drie dagen later echter kwam het offensief van de Leibstandarte in de grootste tankslag van de oorlog tot stilstand. Het II SS-Pantserkorps kreeg daarop een Russische tankaanval van 300 tanks te verduren. Op 14 juli claimde de Leibstandarte ruim 500 tanks van het Rode Leger uitgeschakeld te hebben, maar professionalisme, moed en militair-technisch vermogen konden een numeriek ondertal niet oneindig compenseren.
Hitler zag geen heil meer in het vastgelopen offensief bij Koersk, hoewel Erich von Manstein de moed nog niet opgegeven had. De Führer maakte zich grote zorgen over de ontwikkelingen in Italië. Op 10 juli 1943 waren er geallieerde legers geland op Sicilië. Twee weken later werd het regime van Mussolini omvergeworpen en het Italiaanse schiereiland dreigde volledig onder geallieerde invloed te komen. Hitler wilde een sterke en politiek betrouwbare divisie naar Italië sturen om orde op zaken te stellen. Op 28 juli werd de LSSAH (zonder hun tanks en voertuigen) op de trein gezet richting Oostenrijk en in de tweede week van augustus in 1943 arriveerde de SS-divisie in Zuid-Tirol. In Oostenrijk werd de Leibstandarte herbewapend met gloednieuwe tanks en materieel.

## 1. SS-Panzer-Division Leibstandarte SS Adolf Hitler
Drie maanden lang diende de LSSAH vervolgens als bezettingsmacht in Italië. Na de Italiaanse overgave in september 1943 kreeg het opdracht om Benito Mussolini te bewaken en de Italiaanse strijdkrachten te ontwapenen. Dit ging over het algemeen zonder problemen. Het SS-Panzer-Grenadier-Regiment 2 van Joachim Peiper moest nog wel in actie komen toen het Italiaanse 14e Leger nabij de Franse grens verzet bood. Met de Italiaanse eenheden werd na een felle strijd afgerekend. Op 19 september 1943 beging het pantserregiment een oorlogsmisdaad. Nabij Boves in Italië werden 23 burgers omgebracht en werd het dorp in brand gestoken. In september en oktober 1943 werden 56 Joden – mannen, vrouwen en kinderen – tijdens het Bloedbad bij Lago Maggiore door de LSSAH doodgeschoten.
Af en toe werd de SS-divisie vervolgens nog ingezet voor de strijd tegen partizanen in het noorden van Italië. Daarnaast hielp de Leibstandarte bij het oppakken van Joden. Zo'n 400 Joden werden door de divisie opgepakt en op transport gezet naar Auschwitz. Tijdens het verblijf in Italië werd de Leibstandarte voor de laatste maal gereorganiseerd, dit maal tot 1. SS-Panzer-Division Leibstandarte SS Adolf Hitler.

### Crisis aan het Oostfront
In november 1943 keerde de Leibstandarte weer terug aan het Oostfront. De zuidelijke sector was ingestort na de slag om Koersk. Het Rode Leger lanceerde voor het eerst een succesvol zomeroffensief dat de verzwakte legergroep van Erich von Manstein terugdrong tot aan de Dnjepr. Eind september wisten de Sovjetlegers twee bruggenhoofden over de rivier te veroveren. Ten zuiden van Kiev werden de legers van generaal Ivan Konev door een van de bruggenhoofden gesluisd. In de derde week van oktober werd Heeresgruppe Süd tot verder terugtrekken gedwongen. Begin november waren de Duitsers verdreven uit Kiev. Vijf panterdivisies, waaronder de LSSAH, moesten een dreigende afsnijding van de gehele legergroep tussen Kiev en de Zwarte Zee voorkomen. Verscheidene SS-eenheden van het in opbouw zijnde I SS Pantserkorps Leibstandarte, waaronder twee compagnieën Tigertanks, werden als versterkingen meegestuurd met de Leibstandarte.
De LSSAH werd ondergebracht bij het Duitse 48e Pantserkorps onder leiding van generaal Hermann Balck, dat ten zuiden van Kiev was gelegerd. Op 15 november 1943 lanceerde het pantserkorps een tegenoffensief om de opmars van het 1e Oekraïense Front tot staan te brengen. Zoals zo vaak zette de Leibstandarte de toon voor de tegenaanval op de Russische pocket rond Kiev. Na twee dagen werd de spoorlijn tussen Kiev en Zjitomir bereikt. Op 19 november was Zjitomir weer in Duitse handen en een dag later viel de SS-divisie vanuit het westen aan. Ervaren LSSAH-mannen onderscheidden zich zoals SS-Untersturmführer Michael Wittmann dat ook aan het Oostfront deed met zijn Tiger I-tank en daarvoor op 14 januari 1944 het IJzeren Kruis ontving. De onderscheiding werd hem door Hitler persoonlijk uitgereikt.
Op 23 november 1943 moest de Leibstandarte de aanval op de saillant rond Kiev afbreken. Door de weersomstandigheden en het Sovjet luchtoverwicht en overwicht op de grond kon het 48e Pantserkorps pas in december weer het offensief hervatten. Tussen 6 en 9 december werd het tegenoffensief door de LSSAH weer voortgezet. Het pantserkorps omsingelde en vernietigde bij Zjitomir vier Russische divisies. Het 1e Oekraïense Front was een gevoelige slag toegebracht, maar had nog omvangrijke reserves om in te zetten. Die overmacht maakte de offensieve onderneming uiteindelijk zinloos. Het 48e Pantserkorps kreeg de opdracht in het defensief te gaan. Op 24 december 1943 begon het 1e Oekraïense Front onder leiding van generaal Nikolaj Vatoetin met het Dnjepr-Karpaten offensief. Erich von Manstein probeerde tevergeefs het Duitse 1e Pantserleger en het 4e Pantserleger in te zetten om het massale Sovjet winteroffensief te stoppen.
De dramatische situatie van Heeresgruppe Süd werd geïllustreerd door het feit dat de Leibstandarte werd beschouwd als een van de meest krachtige Duitse eenheden aan het Oostfront. De gevechtskracht van de divisie was echter na twee maanden zware gevechten in de Zjitomir-sector sterk afgenomen. Op 24 januari 1944 moest de LSSAH desondanks haar standvastig verzet het onderspit delven en zich terugtrekken. In een succesvolle operatie werd door het Duitse 46e Pantserkorps rond Vinnitsa 700 Russische tanks vernietigd en 1300 soldaten gedood of gevangen genomen. Het succes was relatief, want de crisis in de sector duurde voort. Op 26 januari verplaatste Nikolaj Vatoetin (nu bevorderd tot Maarschalk van de Sovjet-Unie) het 1e Oekraïense Front. Twee tankkorpsen van het Russische 6e Tankleger braken door de Duitse linies en begonnen hun opmars naar het zuiden. In de avond van 28 januari 1944 werden twee Duitse legerkorpsen (ongeveer 56.000 man) in een pocket ten westen van Cherkassy omsingeld.
Erich von Manstein wilde de ingesloten strijdkrachten direct ontzetten met behulp van twee pantserkorpsen, versterkt met de LSSAH, maar Hitler belemmerde de operatie. Pas op 4 februari 1944 gaf hij toestemming voor de reddingsoperatie. De Duitse aanval liep vast in de modder. Op 10 februari bereikte de Leibstandarte de Cherkassy-sector op slechts 12 kilometer van de omsingelde Duitse troepen. In de nacht van 16 op 17 februari ondernamen de ingesloten divisies een uitbraakpoging en ongeveer 30.000 soldaten wisten de Duitse linies te bereiken. Twee infanteriebataljons van de Leibstandarte deden een poging twee strategische heuveltoppen tussen de belegerde divisies te veroveren. Voor de moedige actie werd een zware prijs betaald. Tijdens de felle man-tegen-mangevechten werd vrijwel de gehele 6e compagnie van het SS-Panzer-Grenadier-Regiment 2 uitgeschakeld door een Sovjet aanval op een van de heuvels.
Na de slag om de saillant van Cherkassy werd de Leibstandarte teruggetrokken. De SS-mannen waren na bijna vier maanden onafgebroken oorlogvoering toe aan rust en herstel. Op 4 maart 1944 viel het 1e Oekraïense Front onder bevel van maarschalk Georgi Zjoekov opnieuw de linkerflank van Heeresgruppe Süd aan. De LSSAH beschikte nog maar over vijf Panther-tanks, één Tiger-tank en drie aanvalskannonen. Zwaar in ondertal wist de divisie geen stabiel front meer te vormen in de door Zjoekov geslagen bres. Op 7 maart hadden de Sovjetlegers een bres van 90 kilometer geslagen in de Duitse linies. Op 25 maart werd het 1e Pantserleger omsingeld in de zak van Kamenets-Podolsky. De Leibstandarte nam deel aan de gevechten om aan de omsingeling te ontsnappen en maakte deel uit van een speerpunt die op 6 april verbinding maakte met het II SS Pantserkorps bij Boetsjatsj.

### Normandië

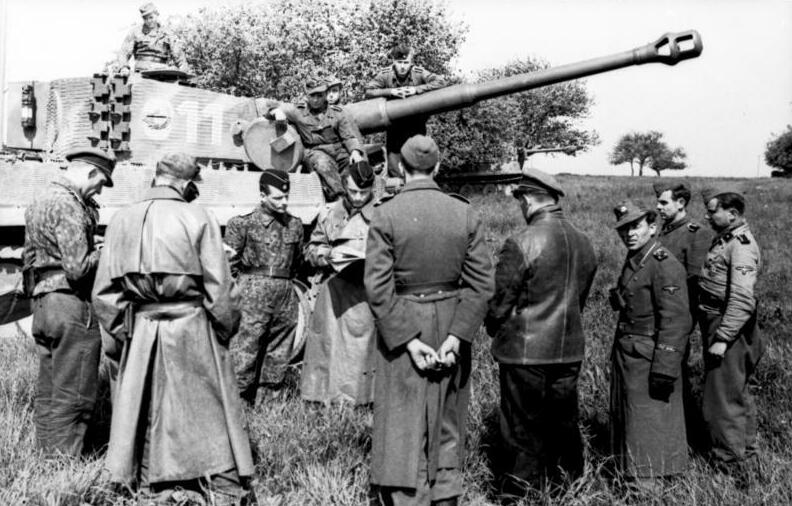
De schwere SS-Panzer-Abteilung 101 van de LSSAH tijdens een oefening, in mei 1944

Direct na de ontsnapping aan totale vernietiging aan het Oostfront werden de overblijfselen van de Leibstandarte eind maart 1944 overgebracht naar België, waar de divisie inkwartierde in de kazerne waar de SS-Division Hitlerjugend was gestationeerd. Rond een kader van geharde veteranen moest de LSSAH volledig herbewapend worden. Hoewel het nog steeds kon beschikken over een substantiële kern van goed getrainde en ervaren SS-mannen (41 officieren en 1188 soldaten), was de divisie in mei 1944 verre van gevechtsklaar. Veel samengeraapte vervangende troepen waren matig getraind en er was een groot tekort aan zwaar materieel. De wederopbouw werd verder bemoeilijkt door veelvuldige geallieerde luchtaanvallen.
De opbouw van de Leibstandarte was een dringende zaak, gezien de te verwachten geallieerde invasie en het gebrek aan volwaardige pantserdivisies in het Westen. Op 6 juni 1944 was de LSSAH op volle gevechtssterkte, voor wat betreft de bemanning van de twee pantsergrenadierregimenten. De rest van de divisie was nog niet gevechtsklaar of uitgerust. Hitler was er bovendien van overtuigd dat de geallieerde landingen in Normandië een afleidingsmanoevre waren voor de grotere invasie bij Calais. De SS-divisie werd daarom achter de hand gehouden in België. Het hoofdkwartier van het I SS-Pantserkorps Leibstandarte werd verplaatst naar Rouen. De schwere SS-Panzer-Abteilung 101, een bataljon Tiger I-tanks (met eenheden van de LSSAH), was al gearriveerd in de omgeving van Caen. Op 13 juni 1944 werd bij Bayeux door SS-Obersturmführer Michael Wittmann een spectaculaire aanvalsactie uitgevoerd tegen de Britse 7e Pantserdivisie ("Desert Rats"). Binnen een halfuur werden 21 tanks vernietigd.
Op dezelfde dag stuurde Hitler de LSSAH naar het front bij Caen. De divisie had grote problemen om het oorlogsgebied te bereiken. Intensieve geallieerde luchtaanvallen en een zwaar beschadigd Frans spoorwegnetwerk waren hiervan de oorzaak. Bovendien lanceerden de Britten in de morgen van 26 juni een grootscheeps offensief (Operatie Epsom). Twee dagen later konden de eerste LSSAH-compagnieën pantsergrenadiers in de strijd worden geworpen om een doorbraak te voorkomen. De divisie streed tegen de Canadezen om de strategische heuvel 12 (gelegen langs de rivier de Orne). De luchtaanvallen hadden echter de cohesie dusdanig verstoord dat het grootste gedeelte van de Leibstandarte pas op 9 juli 1944 hun posities kon innemen. Het 1e SS-Pantserkorps begon een tegenenaanval op 29 juli, er werd door de divisie weinig terrein teruggewonnen, maar Operatie Epsom was mislukt. Na enkele dagen was er sprake van een 'status quo' rond Caen.

### Westfront na D-Day
Op 18 juli 1944 begon het Britse leger Operatie Goodwood. Het was een offensief om de Duitsers te verzwakken en ze in te sluiten bij Caen, om zo een Amerikaanse doorbraak vanuit het Cotentin schiereiland te laten slagen. De Britse 11e Pantserdivisie ("Black Bull") verloor op de eerste dag van het offensief 125 tanks, maar schakelde een compleet LSSAH infanteriebataljon uit. De Leibstandarte en de SS-divisie Hitlerjugend behaalden een defensieve overwinning en wisten de linie te houden. De tankverliezen van de SS eenheden waren echter ook aanzienlijk en vervangend materieel bleef vaak uit. In het westen van Normandië was de situatie kritiek. Operatie Cobra die op 25 juli was begonnen, deden de Amerikanen een poging om de Duitse stellingen op het Cotentin schiereiland te doorbreken. Het strategisch belangrijke Avranches viel op 30 juli in Amerikaanse handen. Op 31 juli 1944 brak het Amerikaanse 3e Leger onder bevel van generaal George Patton eindelijk door de Duitse linies bij Saint-Lô.
Het Amerikaanse 15e Legerkorps dat doorgebroken was bij Avranches rukte op in zuidoostelijke richting en bevrijdde op 8 augustus 1944 Le mans. Op 10 augustus bogen de Amerikanen af richting Alençon. De aandacht van het Duitse tegenoffensief (Operatie Lüttich) moest dringend verplaatst worden naar die omgeving, want een grote omsingeling was op handen. Achtereenvolgens Alençon, Argentan en Falaise werden door de geallieerde legers veroverd. Op 18 augustus was de geallieerde tangbeweging voltooid en de beruchte pocket van Falaise (Zak van Falaise) ontstaan. Panzergruppe Eberbach (inclusief de Leibstandarte), het Duitse 7e Leger onder leiding van SS-Obergruppenführer Paul Hausser en een deel van het 5e Pantserleger (Panzergruppe West) waren ingesloten.
Er bestond in de omsingeling bij Falaise een kleine opening tussen Chambois en Trun, dat voor een ontsnapping opengehouden moest worden door eenheden van het 1e SS-Pantserkorps. De strijd in en rond de pocket van Falaise werd een slachtpartij. Volgens een schatting wist slechts 50% van de omsingelde Duitse strijdkrachten uiteindelijk te ontkomen. Het restant van de LSSAH had zich inmiddels op 20 augustus 1944 gevoegd bij deze wanhopige en chaotische terugtocht.
Daarmee was voor de Duitsers de 'grote terugtocht' van het Westfront begonnen. Versplinterde contingenten, waaronder eenheden van het 1e SS-Pantserkorps vochten nog felle slagen uit. Op 23 augustus 1944 gaf Generalfeldmarschall Walter Model opdracht voor een geconcentreerde tegenaanval aan beide kanten van het stadje Le Neubourg. Deze werd uitgevoerd door de overblijfselen van de LSSAH, SS-Divisie Hitlerjugend en de 2e Pantserdivisie. De divisies waren in werkelijkheid versterkte bataljons. De slag werd dan ook snel afgeslagen door de geallieerden en de Leibstandarte werd verder oostwaarts gedreven richting de Duitse grens. Op 31 augustus 1944 vermoordde soldaten van de LSSAH en SS-Divisie Hitlerjugend 34 Franse burgers in de dorpen Tavaux en Plomion.

### Ardennenoffensief

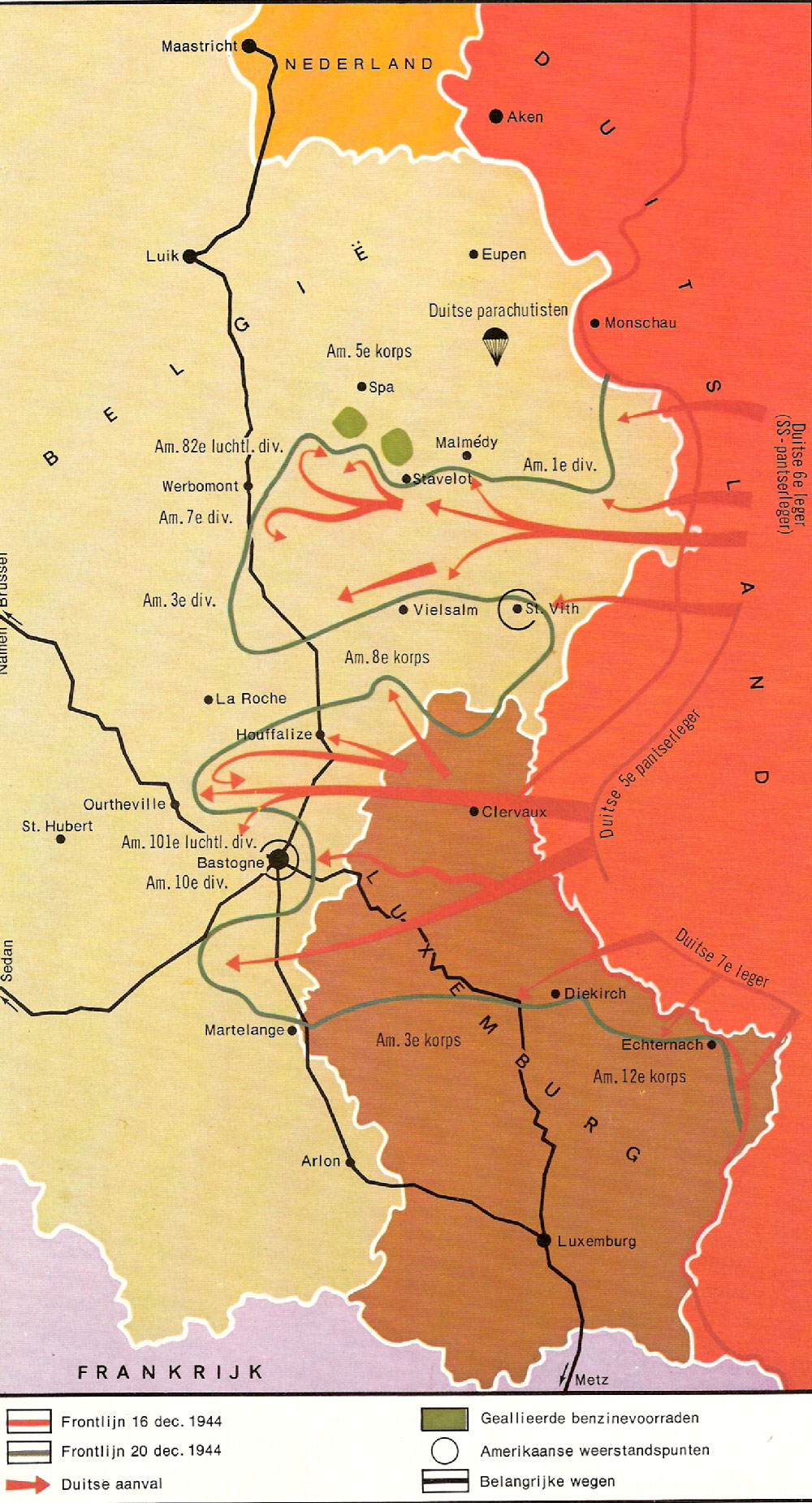
Duitse opmars van het Ardennenoffensief, van 16 december tot 20 december 1944

Walter Model was er begin september 1944 van overtuigd dat alleen de Duitse Westwall (of Siegfriedlinie genoemd door de geallieerden) aan de westelijke rijksgrens nog een mogelijkheid bood voor een hernieuwd stabiel front. Hitler was het hier mee eens, maar een stabiel front was voor de Führer en tevens opperbevelhebber van de Duitse strijdkrachten slechts van waarde als een basis voor toekomstige offensieven. Met dit idee in het achterhoofd trok Hitler op 4 september de restanten van de verschillende SS-divisies terug naar Duitsland voor een herstelperiode. In oktober 1944 wisten de Duitse legers een coherent front ten westen van de Rijn te bewerkstelligen. De planning van een offensieve operatie liet vervolgens niet lang op zich wachten. Voor de gelegenheid werd Sepp Dietrich belast met de vorming van een nieuw pantserleger dat moest gaan dienen als operationele reserve voor een toekomstige aanval in het Westen. Het Duitse 6e Pantserleger (waaronder de Leibstandarte) moest gaan bestaan uit opgeknapte SS-pantserdivisies aangevuld met Wehrmacht- en Luftwaffe eenheden.
Hitler had in het najaar van 1944 operatie Wacht am Rhein voorbereid. Het plan omvatte een grote aanval door de Belgische Ardennen met als doel de herovering van Antwerpen. Door op te rukken naar de havenstad zouden de geallieerde troepen ten noorden van de lijn Antwerpen-Brussel-Luxemburg afgesneden en vernietigd worden. Het Duitse 6e Pantserleger zou de hoofdrol krijgen in het Ardennenoffensief. Het moest vanuit de Eifel door het Amerikaanse front breken, oprukken naar de rivier de Maas en daar een bruggenhoofd veilig stellen. De 1. SS-Panzer-Division Leibstandarte SS Adolf Hitler vormde met de 12. SS-Panzer-Division Hitlerjugend het 1e SS-Pantserkorps, de belangrijkste aanvalsmacht van het 6e Pantserleger. Door het slechte wegennet kon de Leibstandarte niet als geheel ingezet worden. Het offensief was vooral het verhaal van de Kampfgruppe Peiper, geleid door SS-Obersturmbannführer Joachim Peiper. De groep, bestaande uit 5000 man van het SS-Panzer-Grenadier-Regiment 2, vormde de speerpunt van het 6e Pantserkorps.
Ondanks de onenigheid van het Duitse opperbevel om Hitler van zijn plannen af te brengen, startte het Ardennenoffensief op 16 december 1944. Na een artilleriebarrage van een half uur, rukte het Duitse 6e Pantserleger op door de dichte mist vanuit de bossen van de Sneeuweifel naar de spaarzaam bemande Amerikaanse linies tussen Monschau en Echternach. In eerste instantie werden de geallieerden volledig overrompeld, maar het Amerikaanse 1e Leger wist zich te herstellen. Tijdens de opmars bleven enkele cruciale stadjes in geallieerde handen en de weersomstandigheden maakten de overvolle wegen slecht begaanbaar. Kampfgruppe Peiper kreeg bovendien te maken met oponthoud door falende Volksgrenadier divisies.
Bij het dorp Büllingen stal Kampfgruppe Peiper een grote hoeveelheid geallieerde brandstof. Op 17 december 1944 stuitte Joachim Peiper op een terugtrekkend Amerikaans artilleriebataljon van de  7e Pantserdivisie. Na een kort vuurgevecht gaf de eenheid zich over. In een veld nabij Malmedy werden vervolgens minstens 86 Amerikaanse krijgsgevangenen gedood. De gebeurtenis zou later de boeken ingaan als het Bloedbad van Malmedy. De LSSAH was voorts betrokken bij een incident waarbij 100 burgers (waaronder vrouwen en kinderen) in Stavelot vermoord werden.
Op 18 december 1944 was Kampfgruppe Peiper haar verrassingseffect kwijt. Het dorp La Gleize werd binnengetrokken, maar verdere vooruitgang werd bemoeilijkt door het tekort aan brandstof en de aanwezigheid van het Amerikaanse 119e Infanterieregiment. Peiper liet een kleine bezettingsmacht achter in Stavelot en trok met de rest van zijn eenheid naar de brug bij Trois-Ponts. Deze was echter opgeblazen. Ook de brug bij La Gleize was vernietigd door Amerikaanse troepen. De overige eenheden van de LSSAH hadden het tempo niet bijgehouden en de Amerikaanse 30e Infanteriedivisie ("The Old Hickory") slaagde erin Stavelot in te nemen.
Op 23 december 1944 kreeg Kampfgruppe Peiper de opdracht om vanuit La Gleize uit te breken richting het oosten. Vanwege brandstofgebrek wist Joachim Peiper 800 van zijn mannen te voet in veiligheid te brengen, maar moest de gewonden en het gros van het zware materieel achterlaten. De terugtrekking van Kampfgruppe Peiper markeerde het einde van het Duitse 6e Pantserleger in het offensief. Het 5e Pantserleger onder leiding van generaal Hasso von Manteuffel had iets zuidelijker meer vooruitgang geboekt. Met tegenzin bracht Hitler SS-Divisie Hitlerjugend en eenheden van de Leibstandarte over naar het 5e Pantserleger. Vlak voor de jaarwisseling werden de twee pantsergrenadierregimenten van de LSSAH ingezet bij de Slag om Bastogne. Op 27 december leden de eenheden zware verliezen door geallieerde luchtbomdardementen en moesten zich terugtrekken.

### Ondergang
Op 8 januari 1945 werd operatie Wacht am Rhein door Hitler afgeblazen. Het Duitse 6e Pantserleger had in de relatief korte periode van het Ardennenoffensief 37.000 man en 350 tanks verloren. Tot grote onvrede van Generaloberst Heinz Guderian, die het Oostfront in januari 1945 zag instorten, stuurde Hitler het verzwakte 6e Pantserleger niet naar het front bij de rivier de Oder, maar naar het zuidwesten van Hongarije voor de herovering van Boedapest en de verdediging van de plaatselijke oliebronnen. Vanwege hevige sneeuwval, nijpende brandstoftekorten en geallieerde dreiging vanuit de lucht was de verplaatsing van de Leibstandarte naar Hongarije geen makkelijke opgave. Hoewel Sepp Dietrich ongeveer 22.000 vervangende troepen en enig vervangend materieel ter beschikking kreeg, om het 6e Pantserleger weer op te bouwen, was dit onvoldoende en was er van een herstelprogramma geen sprake.
Het I SS-Pantserkorps was het eerste onderdeel van het Duitse 6e Pantserleger dat weer ten strijde trok in het oosten. Het werd ondergebracht bij de vertrouwde Heersesgruppe Süd. De twee SS-divisies werden ingezet voor de eliminatie van een Sovjet bruggenhoofd over de rivier de Hron (Operatie Südwind). De aanval startte op 17 februari 1945 en op 24 februari was het bruggenhoofd vernietigd. De overwinning kan worden beschouwd als de laatste waaraan de LSSAH deelnam. Hitler had vervolgens een grotere operatie in Hongarije in petto, namelijk de herovering van Boedapest en de uitschakeling van de Sovjetlegers ten westen van de rivier de Donau.
Op 6 maart 1945 ging het offensief (Operatie Frühlingserwachen) van start. De Leibstandarte bepaalde het tempo van het I SS-Pantserkorps en boekte in slechte weersomstandigheden een behoorlijke terreinwinst. Vanaf 12 maart wist maarschalk Fjodor Tolboechin het front in het voordeel van het Rode Leger te herstellen. Door middel van een krachtig tegenoffensief werd het SS-korps een halt toegeroepen. Het Duitse 6e Pantserleger werd zelfs gedwongen tot een chaotische terugtocht via de oorspronkelijke aanvalsroute tussen het Balatonmeer en het Velencemeer. De SS-divisies slaagden er vervolgens niet meer in een stabiel front te vestigen.
Op 25 maart 1945 wist het 6e Russische leger een doorbraak richting Oostenrijk te forceren. Hitler was woedend over het falen en het terugtrekken van het Duitse 6e Pantserleger in Frühlingserwachen. Hij beval dat de SS-divisies onmiddellijk tot een offensief moesten overgaan en tot de laatste man moesten vechten. Vervolgens beval de Führer dat alle leden van de Leibstandarte hun Ärmelstreifen (een armband met daarop de naam "Adolf Hitler") niet meer mochten dragen en van hun uniform moesten verwijderen. Sepp Dietrich weigerde dit 'ondankbare gebaar' over te brengen naar de SS-mannen.
Op 4 april 1945 beval Hitler om een gat in het front van Heeresgruppe Süd te dichten, maar dit werd door het Duitse 6e Pantserleger genegeerd. Na zware straatgevechten werd Wenen op 13 april ingenomen door de Russen. De gezamenlijke kracht van het pantserleger was intussen minder dan een enkele pantserdivisie. De Leibstandarte was op 7 april gedecimeerd tot minder dan 1600 man en 16 tanks. De Duitse linies in Oostenrijk werden wonderbaarlijk genoeg tot eind april gehouden, mede doordat het gewicht van het Russische offensief verschoven werd naar het noorden. Aan het einde van de maand veroverde het Amerikaanse 3e Leger onder bevel van George Patton Passau en de LSSAH dreigde door de geallieerde legers ingesloten te worden.
Op 23 april 1945 werd de oorspronkelijke taak van de Leibstandarte: de bescherming van Adolf Hitler hervat. De LSSAH bleef de gehele oorlog aanwezig in de Rijkskanselarij en het Führerhauptquartier. LSSAH-Wachbataillon Berlin vocht ook mee in de Slag om Berlijn. Hitler benoemde SS-Brigadeführer Wilhelm Mohnke tot commandant voor de verdediging van de stad. Kampfgruppe Mohnke leverde hierbij langdurige straatgevechten met enorme verliezen aan soldaten en burgers.
In de nacht van 6 op 7 mei 1945 marcheerden de resten van de Leibstandarte naar de Amerikaanse linies en gaf zich over nabij Steyr (Oostenrijk).

## Samenstelling

### Leibstandarte SS Adolf Hitler ('motorisiert,' 1940)
- I. Sturmbann
- II. Sturmbann
- III. Sturmbann
- IV. Wachtbataillon
- Artillerie-Regiment
  - Panzerspäh-Zug
  - Nachrichtenzug
- Nachrichtensturmbann
  - Kradmeldezug
  - Kraderkundungszug
  - Pionierzug
  - Pioniersturm
  - Panzer-Sturm-Batterie
  - Musik-Zug
  - Leichte Infanterie-Kolonne

### 1. SS-Panzergrenadierdivision Leibstandarte SS Adolf Hitler (1942)
- Infanterie-Regiment 1 LSSAH
- Infanterie-Regiment 2 LSSAH
- Panzer-Abteilung LSSAH
- Artillerie-Regiment LSSAH
  - Aufklärungs-Abteilung LSSAH
  - Panzerjäger-Abteilung LSSAH
  - Sturmgeschütz-Abteilung LSSAH
  - Flak-Abteilung LSSAH
  - Pionier-Bataillon LSSAH
  - Panzer-Nachrichten-Abteilung LSSAH
  - Versorgungs-Einheiten LSSAH

### 1. SS-Panzerdivision Leibstandarte SS Adolf Hitler (1943)
- SS Panzer-Regiment 1
- SS Panzer-Grenadier-Regiment 1 „L. A. H.“
- SS Panzer-Grenadier-Regiment 2 „L. A. H.“
- SS Panzer-Artillerie-Regiment 1
  - SS Flak Artillerie-Abteilung 1
  - SS Nebelwerfer-Abteilung 1 (vanaf september 1944)
  - SS Sturmgeschütz-Abteilung 1
  - SS Panzer-Aufklärungs-Abteilung 1
  - SS Panzerjäger-Abteilung 1
  - SS Panzer-Pionier-Bataillon 1
  - SS Panzer-Nachrichten-Abteilung 1
    - SS Versorgungs-Einheiten 1

  - SS Feldersatz-Bataillon 1 (vanaf oktober 1944)

## Commandanten
- 15 augustus 1938 – 7 april 1943 SS-Obergruppenführer Sepp Dietrich
- 7 april 1943 – 20 augustus 1944 SS-Brigadeführer Theodor Wisch
- 20 augustus 1944 – 6 februari 1945 SS-Brigadeführer Wilhelm Mohnke
- 6 februari 1945 – 8 mei 1945 SS-Brigadeführer Otto Kumm